# Alejandro Gallar Falguera
 Alejandro Gallar Falguera  (Terrassa, 19 maart 1992) is een Spaanse voetballer.  De aanvaller is beter bekend onder de naam Álex Gallar.

## Carrière
Alberto is opgeleid in de jeugd van Terrassa FC en tekende zijn eerste contract voor het seizoen 2009-2010 bij deze ploeg.  De ploeg kon met een twintigste plaats in de eindrangschikking haar behoud in de  Segunda División B niet afdwingen.
Hij verhuisde tijdens het seizoen 2010-2011 naar RCD Mallorca, waar hij weer terugkeerde naar de jeugdreeksen.  Het daaropvolgende seizoen 2011-2012 kreeg hij een kans bij het filiaal  RCD Mallorca B, op dat ogenblik actief in de Segunda División B. De speler kwam in actie tijdens de helft van de wedstrijden en de ploeg dwong haar behoud af met een mooie plaats in de middenmoot, de twaalfde.
Om meer spelmogelijkheden te hebben, verhuisde hij tijdens seizoen 2012-2013 naar  Real Murcia Imperial, een ploeg actief in de Tercera División.  Na de winterstop stapte hij over naar reeksgenoot UE Rubí.
Tijdens het daaropvolgende seizoen 2013-2014 keerde hij terug naar Terrassa FC, dat zich nog steeds in de  Tercera División bevond. Hij zou voor de eerste keer in zijn loopbaan een echte basisspeler worden in de ploeg.  Met zijn twaalf doelpunten was hij een van de bewerkstelligers van de mooie vierde plaats in de eindrangschikking.  Op deze manier plaatste de ploeg zich voor de eindronde, maar de promotie werd niet afgedwongen.  
Deze prestatie ging niet ongemerkt voorbij zodat hij tijdens seizoen 2014-2015 tekende bij UE Cornellà, een nieuwkomer in de Segunda División B. Hij zou een van de basisspelers zijn die met een vijftiende plaats het behoud kon bewerkstelligen.
Tijdens seizoen 2015-2016 stapte hij over naar reeksgenoot Hércules CF.  Als basisspeler was hij belangrijk bij het behalen van een derde plaats, dat de  ploeg plaatste voor de eindronde.  In de eerste twee rondes werden achtereenvolgens CD Tudelano en CD Toledo uitgeschakeld, maar in de finale bleek Cádiz CF te sterk te zijn.
Ook hier bleek zijn verblijf beperkt tot een jaar, want tijdens seizoen 2016-2017 tekende hij voor reeksgenoot Cultural Leonesa.  Bij deze ploeg behaalde hij met zijn zeventien doelpunten zijn persoonlijk record en droeg hij bij aan het behalen van het kampioenschap door zijn team. In de finale van de kampioenen werd FC Barcelona B uitgeschakeld na 0-2 uitwinst en thuiswinst van 2-1.  Zo werd de promotie naar de Segunda División A afgedwongen.  Ook de eretitel van algemeen kampioen werd behaald tegen Lorca FC.
De speler zou echter het volgende seizoen 2017-2018 overstappen naar een andere ploeg uit de Segunda División A, SD Huesca.  Voor deze ploeg was hij ook belangrijk voor het behalen van de tweede plaats en de eerste promotie uit de geschiedenis van deze ploeg naar de Primera División. Hij volgde de ploeg tijdens seizoen 2018-2019 naar het hoogste niveau van het Spaanse voetbal.  Hij maakte zijn debuut op 19 augustus 2018 tijdens 2-1 uitverlies tegen SD Eibar.  Hij scoorde het enige doelpunt van de ploeg uit Huesca. Op het einde van het seizoen bleek een negentiende en voorlaatste plaats in de eindrangschikking echter niet voldoende voor het behoud.
Tijdens het begin van het seizoen 2019-2020 tekende hij een vierjarig contract bij Girona FC.  Ook deze ploeg had het vorige seizoen zijn plaats op het hoogste Spaanse niveau verloren en speelde terug in de Segunda División A.  De ploeg zou eindigen op een vijfde plaats en zich zo kwalificeren voor de eindronde.  In de eerste ronde werd UD Almería nog uitgeschakeld, maar in de finale bleek Elche CF te sterk te zijn.  De speler bleef doelpuntloos tijdens zijn zesendertig optredens.
Om de loonmassa te verminderen werd hij tijdens seizoen 2020-2021 uitgeleend aan reeksgenoot en nieuwkomer FC Cartagena.  Hij zou onmiddellijk ingezet worden tijdens de derde wedstrijd.  Hij kende zijn debuut bij de start van de tweede helft, toen de ploeg reeds 3-0 achter stond uit tegen CD Leganés.  Na een betere tweede helft zou de wedstrijd op 3-1 eindigen.  Zijn eerste doelpunt scoorde hij de week erna tijdens de 2-1 gewonnen thuiswedstrijd tegen CD Lugo.  Ondanks het feit dat hij elf wedstrijden mistte door allehande kwetsuren, was zijn inbreng en organisatie heel belangrijk in de redding van de havenploeg.  Wat in het begin nog onhaalbaar leek, werd op 23 juli toch werkelijkheid.  De speler werd tijdens seizoen 2021-2022 voor een tweede keer uitgehuurd met een optie tot aankoop, dat zou leiden tot een contract tot en met juni 2026.  Ook tijdens het tweede seizoen zou hij uitgroeien tot een van de sterkhouders tot hij einde februari 2022 gekwetst geraakte.  Een microscheur in zijn rechter biceps femoris was de diagnose.  Een maand later nam hij tijdens de wedstrijd tegen Sporting Gijón zijn plaats weer in.  Op het einde van het seizoen stond deze blessuregevoeligheid een langer verblijf bij de havenstad in de weg.
Ook bij het gepromoveerde Girona telde hij niet mee, daarom ontbrak hij op 14 juli zijn lopende contract bij de Catalanen  en tekende hij de dag later een tweejarig contract bij Málaga CF, een reeksgenoot uit de Segunda A.  Daar vond hij zijn ploeggenoot van vorig jaar Rubén Castro terug.  Zijn eerste doelpunt zou hij op 19 september 2022 scoren tijdens de met 3-1 verloren uitwedstrijd bij CD Tenerife.  De ploeg kende een heel moeilijk begin van de competitie en stond na vijftien wedstrijden op de allerlaatste plaats, zes punten verwijderd van de redding.  Ook op privévlak zou de speler een grote tegenslag kennen door het overlijden van zijn dochtertje.  Uiteindelijk degradeerde de ploeg ook.
Tijdens het seizoen 2023-2024 vond hij onderdak bij UD Ibiza, een andere ploeg die haar plaats in het professionele voetbal verloren had en nu op het niveau van de Primera Federación speelde.  Hij tekende er een tweejarig contract.